# Volksparkstadion
Das Volksparkstadion ist ein Fußballstadion in Hamburg. Es befindet sich innerhalb des Stadtteils Bahrenfeld im Altonaer Volkspark und ist die Heimspielstätte des Hamburger SV. Das Stadion wurde 1953 eröffnet und von 1998 bis 2000 zu einem reinen Fußballstadion umgebaut. Neben Fußballspielen finden auch Konzerte und andere Veranstaltungen im Stadion statt.
Das Volksparkstadion ist ein Stadion der UEFA-Kategorie 4 und verfügt über 57.000 Zuschauerplätze, von denen 10.000 Stehplätze, 3.620 Business-Seats, 711 Logenplätze und 120 rollstuhlgerechte Plätze sind. Für internationale Spiele, bei denen eine reine Sitzplatzbestuhlung vorgeschrieben ist, werden die unter den Stehplätzen verborgenen Klappsitze benutzt, wodurch sich die Kapazität des Stadions auf 51.500 Plätze verringert.
Neben den Heimspielen des HSV war das Stadion Austragungsort von zwei Fußball-Weltmeisterschaften (1974 und 2006) und zwei Fußball-Europameisterschaften (1988 und 2024) sowie des Europa-League-Finals 2010. Die Eigentümerin des Stadions ist die HSV Fußball AG & Co. KGaA.

## Geschichte

### Geschichte bis 1998
Das erste Stadion im Altonaer Volkspark war das Altonaer Stadion, dessen Hochbauten von Gustav Oelsner stammten. Eingeweiht wurde es am 11. September 1925 vor gut 50.000 Zuschauern; ab 1927 fanden hier auch Länderspiele sowie 1928 das Endspiel um die deutsche Meisterschaft (HSV – Hertha BSC 5:2) statt. Während des Zweiten Weltkrieges wurde das Stadion ab 1943 zweckentfremdet, indem die Geschäfts- und Umkleideräume für Zwangsarbeiter (IMI) als Unterkunft fungierten.
Zwischen 1951 und 1953 wurde das Stadion neu errichtet und hatte zunächst eine Kapazität von 76.000 Plätzen. Die Baukosten betrugen 2,5 Millionen DM, das Stadion war seinerzeit das größte der Bundesrepublik Deutschland. Zählt man West-Berlin mit, war das Berliner Olympiastadion allerdings noch größer. Nach der Bundesligagründung 1963 verließ der HSV den Sportplatz am Rothenbaum und trug seine Heimspiele fortan im Volksparkstadion aus. Zur Fußball-Weltmeisterschaft 1974 wurde auf der Gegengeraden eine überdachte Sitzplatztribüne gebaut, wodurch die Kapazität auf 61.300 Plätze sank. Die Umbaumaßnahmen vor der WM 1974 kosteten rund 20 Millionen DM. Nachdem es bei der Meisterfeier des HSV im Jahr 1979 im Volksparkstadion zu Ausschreitungen und einer Panik mit 71 Verletzten gekommen war, beschäftigte sich die Hamburger Innenbehörde in einer zehnwöchigen Ermittlung mit möglichen Umbau- und weiteren Sicherheitsmaßnahmen in der Spielstätte. Im Mittelpunkt der Überlegungen standen insbesondere die Westkurve und deren Block E, der laut Hamburger Abendblatt „für die jugendlichen HSV-Fans eine besondere Bedeutung mit Statuswert“ hatte. Im Bericht der Innenbehörde wurde unter anderem eine Erhöhung der Sitzplatzanzahl und damit eine Verringerung des Gesamtfassungsvermögens vorgeschlagen. Im Juni 1983 wurde erstmals ein Konzert im Volksparkstadion durchgeführt, die Veranstaltung mit der Gruppe Supertramp besuchten 40 000 Menschen. Das Stadion war des Weiteren 1954, 1962, 1977 und 1989 Austragungsort der deutschen Leichtathletik-Meisterschaften. 1986 kam anlässlich des 50. Geburtstags von Uwe Seeler in den Medien der Vorschlag auf, das Volksparkstadion nach dem ehemaligen HSV-Stürmer zu benennen.

### Umbauten

#### Umbau 1998–2000
Bis zum Umbau gehörte die alte Betonschüssel unter den Fußball-Fans zu den unbeliebtesten Stadien Deutschlands, weil in ihrem weiten Rund kaum Stimmung aufkam. Der Wunsch nach einem „eigenen, reinen Fußballstadion“ und die geringe Attraktivität des Stadions führten zum „Arena-Projekt“. Der Umbau begann am 2. Juni 1998 und dauerte bis zum Sommer 2000. Der Architekt Manfred O. Steuerwald baute „während des laufenden Spielbetriebs“ das Stadion um: Die Tribünen wurden nahe an das Spielfeld verlegt. Der beheizbare Rasen wurde um 90° gedreht, so dass seither die Westkurve nicht mehr existiert. Neue Heimat der HSV-Fans wurde die Nordtribüne.
Im Zuge des Umbaus wurden 1998 das Stadion und das Grundstück für eine symbolische Mark vom HSV aus dem Besitz der Stadt Hamburg erworben. Rechtlicher Eigentümer des Stadions ist die HSV-Stadion HSV-Vermögensverwaltungs GmbH & Co. KG. Diese wird wiederum zu 99 Prozent von der HSV Fußball AG und zu einem Prozent bis 2020 treuhänderisch vom Vermarkter Sportfive gehalten, der beim Bau des Stadions eine Mietgarantie abgab. Betrieben wird das Stadion von der HSV-Arena GmbH & Co. KG. Die Kosten des Umbaus sollten rund 159 Mio. DM (rund 81,30 Mio. Euro) betragen. Als Eigentümer war der HSV für die Kosten des Umbaus alleine zuständig, es gab allerdings öffentliche Zuschüsse in Höhe von 21,3 Mio. DM (rund 10,89 Mio. Euro). Im September 2000 räumte der Vorstandsvorsitzende Werner Hackmann ein, dass sich die Kosten deutlich erhöhen würden. Wegen der Kostensteigerung musste Investor Andreas C. Wankum Insolvenz anmelden und seine Anteile am Stadion in Höhe von 20 Prozent an den HSV abgeben.
Der Umbau bedurfte einer Ausnahmegenehmigung des Luftfahrt-Bundesamtes, weil der Bau in der Haupteinflugschneise der Start- und Landebahn 05/23 des Hamburger Flughafens liegt und das tiefe Überfliegen von Menschenansammlungen nach Möglichkeit vermieden werden soll.

#### Umbau zur WM 2006
Anlässlich der Fußball-Weltmeisterschaft 2006 wurden 5,2 Millionen Euro in die Installation eines elektronischen Zugangssystems, ein neues Presse-Zentrum und höhere Sicherheitsvorkehrungen investiert. Die Stadt Hamburg unterstützte die Baumaßnahmen mit 2,4 Millionen Euro. Außerdem finanzierte sie mit 800.000 Euro den Bau von zwei Aufwärmplätzen mit überdachten Tribünen neben dem Stadion.
Im Zuge dieser Maßnahmen errichtete der HSV auch ein neues Trainingszentrum neben dem Stadion und zog 2004 mit seiner Profimannschaft vom Trainingsgelände am Ochsenzoll in den Volkspark.

#### Umbau 2009/2010
Im April 2009 wurden Pläne bekannt, nach denen das Stadion für etwa 13 Millionen Euro bis Juli 2010 umgebaut und auf eine Zuschauerkapazität von 61.322 Zuschauern aufgestockt werden sollte. Bei den Umbaumaßnahmen sollte der Stehplatzbereich der Nordtribüne um 3.000 Plätze erweitert und ein zusätzlicher Business-Bereich mit etwa 17 Logen im Südbereich des Stadions geschaffen werden. Eine weitere geplante Maßnahme war der Bau einer Kinder- und Service-Welt mit 2.500 Quadratmetern direkt am Stadion. Zu Saisonbeginn 2011/12 sollten die Bauarbeiten an den Stehplätzen sowie im VIP-Bereich abgeschlossen sein.
Im Oktober 2009 wurden die Umbaupläne wegen finanzieller und personeller Engpässe verschoben und eine Entscheidung im Frühjahr 2010 angekündigt.
Im Juni 2010 wurde bekannt, dass die Umbaupläne vorerst aufgeschoben werden und lediglich der Block 22 C zum Stehplatzbereich umgebaut wird. Die Kapazität des Stadions blieb dadurch unverändert, weil für eine Kapazitätserhöhung neue Toiletten und Fluchtwege hätten gebaut werden müssen.
Zur Saison 2015/16 wurde der Block 22 C teilweise wieder zu einem Sitzplatzblock umgebaut.

#### Umbau zur EM 2024
Zur Fußball-Europameisterschaft 2024 waren Umbauarbeiten für 30 Millionen Euro geplant. Im September 2020 wurde das im Zuge des Stadionbaus für eine D-Mark erworbene Stadiongrundstück für 23,5 Millionen Euro an die Stadt verkauft, die im Gegenzug ein Erbbaurecht bis 2087 einräumte. Der Erbbauzins beträgt 1,8 Prozent, etwa 423.000 Euro pro Jahr und etwa 28 Millionen Euro bis 2087.

## Zukunft
Im Juni 2025 stellte die Stadt Hamburg ihr Konzept für eine Bewerbung für die Olympischen Sommerspiele 2036, 2040 oder 2044 vor. Dieses beinhaltet den Bau eines neuen Leichtathletikstadions für 60.000 Zuschauer auf einem Parkplatz unmittelbar neben dem Volksparkstadion. Nach den Olympischen Spielen soll das Stadion zu einem reinen Fußballstadion mit rund 70.000 Plätzen umgebaut werden. Der HSV beteiligt sich an der Stadionvision und äußerte, dass das Volksparkstadion in den 2040er-Jahren ohnehin einer grundlegenden baulichen Erneuerung bedürfe, wobei ein Neubau günstiger sei.
Das Stadion soll laut Andy Grote (SPD), Senator für Inneres und Sport, auch ohne Olympiazuschlag gebaut werden und neben den HSV-Heimspielen für Tagungen, Konzerte oder Großereignisse wie das Finale der UEFA Champions League genutzt werden. Ob das Volksparkstadion im Zuge dessen zurückgebaut oder abgerissen wird, steht nicht fest.

## Das Dach
Das Dach wurde von dem Ingenieurbüro Schlaich Bergermann Partner geplant und von einem Firmenkonsortium aus England, Amerika und Berlin erbaut. Es handelt sich bei dem Dach um eine transparente Beschichtung aus 40 Feldern mit je 800 Quadratmetern Fläche.

## Welt- und Europameisterschaften im Fußball

### Fußball-Weltmeisterschaft 1974
Bei der Fußball-Weltmeisterschaft 1974 fanden drei Spiele der Gruppe I in der Vorrunde im Volksparkstadion statt. Darunter das einzige A-Fußballländerspiel in der Geschichte zwischen der DDR und der BR Deutschland.
|                                            |   |                |           |
| Fr, 14. Juni 1974 um 19:30 Uhr in Gruppe I |   |                |           |
| DDR                                        | – | Australien     | 2:0 (0:0) |
| Di, 18. Juni 1974 um 16:00 Uhr in Gruppe I |   |                |           |
| Australien                                 | – | BR Deutschland | 0:3 (0:2) |
| Sa, 22. Juni 1974 um 19:30 Uhr in Gruppe I |   |                |           |
| DDR                                        | – | BR Deutschland | 1:0 (0:0) |

### Fußball-Europameisterschaft 1988
Im Stadion fand das erste Halbfinale der Fußball-Europameisterschaft 1988 statt.
|                                              |   |             |           |
| Di, 21. Juni 1988 um 20:15 Uhr im Halbfinale |   |             |           |
| BR Deutschland                               | – | Niederlande | 1:2 (0:0) |

### Fußball-Weltmeisterschaft 2006
Das Stadion war Spielort bei der Fußball-Weltmeisterschaft 2006. Während der WM wurde das Stadion ohne Sponsorennamen genannt und hieß „FIFA WM-Stadion Hamburg“. Aus diesem Grund wurde auch der große Schriftzug auf dem Dach der Osttribüne vorübergehend entfernt.
Es fanden hier insgesamt fünf WM-Spiele statt:
|                                                 |   |                |           |
| Do, 15. Juni 2006 um 15:00 Uhr in Gruppe A      |   |                |           |
| Ecuador                                         | – | Costa Rica     | 3:0 (1:0) |
| Sa, 10. Juni 2006 um 21:00 Uhr in Gruppe C      |   |                |           |
| Argentinien                                     | – | Elfenbeinküste | 2:1 (2:0) |
| Do, 22. Juni 2006 um 16:00 Uhr in Gruppe E      |   |                |           |
| Tschechien                                      | – | Italien        | 0:2 (0:1) |
| Mo, 19. Juni 2006 um 18:00 Uhr in Gruppe H      |   |                |           |
| Saudi-Arabien                                   | – | Ukraine        | 0:4 (0:2) |
| Fr, 30. Juni 2006 um 21:00 Uhr in Viertelfinale |   |                |           |
| Italien                                         | – | Ukraine        | 3:0 (1:0) |

### Fußball-Europameisterschaft 2024
Vier Gruppenspiele und ein Viertelfinalspiel der Fußball-Europameisterschaft 2024 fanden im Stadion statt.
|                                                |   |             |                      |
| So, 16. Juni 2024 um 15:00 Uhr in Gruppe D     |   |             |                      |
| Polen                                          | – | Niederlande | 1:2 (1:1)            |
| Mi, 19. Juni 2024 um 15:00 Uhr in Gruppe B     |   |             |                      |
| Kroatien                                       | – | Albanien    | 2:2 (0:1)            |
| Sa, 22. Juni 2024 um 15:00 Uhr in Gruppe F     |   |             |                      |
| Georgien                                       | – | Tschechien  | 1:1 (1:0)            |
| Mi, 26. Juni 2024 um 21:00 Uhr in Gruppe F     |   |             |                      |
| Tschechien                                     | – | Türkei      | 1:2 (0:0)            |
| Fr, 5. Juli 2024 um 21:00 Uhr im Viertelfinale |   |             |                      |
| Portugal                                       | – | Frankreich  | 0:0 n. V., 3:5 i. E. |

## Spiele der deutschen Fußballnationalmannschaft
Die deutsche Fußballnationalmannschaft trat bisher zu folgenden Begegnungen im Stadion an:
|                                        |   |                     |           |
| 22. November 1953, WM-Qualifikation    |   |                     |           |
| Deutschland                            | – | Norwegen            | 5:1 (1:1) |
| 28. Mai 1955, Freundschaftsspiel       |   |                     |           |
| Deutschland                            | – | Irland              | 2:1       |
| 20. November 1957, Freundschaftsspiel  |   |                     |           |
| Deutschland                            | – | Schweden            | 1:0       |
| 20. Mai 1959, Freundschaftsspiel       |   |                     |           |
| Deutschland                            | – | Polen               | 1:1       |
| 11. April 1962, Freundschaftsspiel     |   |                     |           |
| Deutschland                            | – | Uruguay             | 3:0       |
| 05. Mai 1963, Freundschaftsspiel       |   |                     |           |
| Deutschland                            | – | Brasilien           | 1:2       |
| 13. März 1965, Freundschaftsspiel      |   |                     |           |
| Deutschland                            | – | Italien             | 1:1       |
| 07. Oktober 1967, EM-Qualifikation     |   |                     |           |
| Deutschland                            | – | Jugoslawien         | 3:1 (1:0) |
| 22. Oktober 1969, WM-Qualifikation     |   |                     |           |
| Deutschland                            | – | Schottland          | 3:2       |
| 17. November 1971, EM-Qualifikation    |   |                     |           |
| Deutschland                            | – | Polen               | 0:0       |
| 12. Mai 1973, Freundschaftsspiel       |   |                     |           |
| Deutschland                            | – | Bulgarien           | 3:0       |
| 01. Mai 1974, Freundschaftsspiel       |   |                     |           |
| Deutschland                            | – | Schweden            | 2:0       |
| 18. Juni 1974, WM-1. Finalrunde        |   |                     |           |
| Deutschland                            | – | Australien          | 3:0 (2:0) |
| 22. Juni 1974, WM-1. Finalrunde        |   |                     |           |
| Deutschland                            | – | DDR                 | 0:1 (0:0) |
| 05. April 1978, Freundschaftsspiel     |   |                     |           |
| Deutschland                            | – | Brasilien           | 0:1       |
| 29. April 1981, WM-Qualifikation       |   |                     |           |
| Deutschland                            | – | Österreich          | 2:0 (2:0) |
| 16. November 1983, EM-Qualifikation    |   |                     |           |
| Deutschland                            | – | Nordirland          | 0:1 (0:0) |
| 29. Januar 1985, Freundschaftsspiel    |   |                     |           |
| Deutschland                            | – | Ungarn              | 0:1       |
| 23. September 1987, Freundschaftsspiel |   |                     |           |
| Deutschland                            | – | Dänrmark            | 1:0       |
| 21. Juni 1988, EM-Halbfinale           |   |                     |           |
| Deutschland                            | – | Niederlande         | 1:2 (0:0) |
| 02. September 2000, WM-Qualifikation   |   |                     |           |
| Deutschland                            | – | Griechenland        | 2:0       |
| 11. Oktober 2003, EM-Qualifikation     |   |                     |           |
| Deutschland                            | – | Island              | 3:0       |
| 12. Oktober 2005, Freundschaftsspiel   |   |                     |           |
| Deutschland                            | – | Volksrepublik China | 1:0       |
| 06. Juni 2007, EM-Qualifikation        |   |                     |           |
| Deutschland                            | – | Slowakei            | 2:1       |
| 14. Oktober 2009, WM-Qualifikation     |   |                     |           |
| Deutschland                            | – | Finnland            | 1:1       |
| 15. November 2011, Freundschaftsspiel  |   |                     |           |
| Deutschland                            | – | Niederlande         | 3:0       |
| 13. Mai 2014, Freundschaftsspiel       |   |                     |           |
| Deutschland                            | – | Polen               | 0:0       |
| 08. Oktober 2016, WM-Qualifikation     |   |                     |           |
| Deutschland                            | – | Tschechien          | 3:0 (1:0) |
| 06. September 2019, EM-Qualifikation   |   |                     |           |
| Deutschland                            | – | Niederlande         | 2:4       |
| 08. Oktober 2021, WM-Qualifikation     |   |                     |           |
| Deutschland                            | – | Rumänien            | 2:1       |

## Name
Das Stadion erhielt den Namen Volksparkstadion aufgrund der Lage im Altonaer Volkspark. Nach dem Umbau erwarb der US-amerikanische Medienkonzern AOL für 30 Millionen DM (15,3 Mio. Euro) die Namensrechte, woraufhin das Stadion ab Juli 2001 den Sponsorennamen AOL Arena bekam. Der Vertrag wurde im Dezember 2005 bis zum Juni 2007 verlängert.
Für die Zeit ab Juli 2007 hatte die HSH Nordbank die Namensrechte am Stadion erworben. Demzufolge wurde das Stadion in HSH Nordbank Arena umbenannt. Damit wechselte zum ersten Mal der Sponsorenname eines Stadions der deutschen Fußball-Bundesliga.
Die HSH Nordbank gab aufgrund der Finanzkrise die Namensrechte, die ursprünglich bis 2013 vertraglich vereinbart waren, im Jahr 2010 vorzeitig ab. Ab dem 1. Juli 2010 war Imtech der neue Namenssponsor, dementsprechend hieß das Stadion ab der Saison 2010/11 Imtech Arena. Die Vereinbarung wurde auf sechs Jahre abgeschlossen. Das Stadion wurde im Volksmund jedoch auch während des Namenssponsorings meistens Volksparkstadion genannt.
Am 22. Januar 2015 erwarb Klaus-Michael Kühne für vier Jahre die Namensrechte am Stadion, das seit dem 1. Juli 2015 – 14 Jahre nach der ersten Umbenennung – wieder Volksparkstadion heißt. Damit ist das Volksparkstadion das erste Bundesligastadion, das nach dem Verkauf der Namensrechte an ein Unternehmen seinen ursprünglichen Namen zurückerhalten hat. Im April 2019 wurde die Vereinbarung für die Saison 2019/20 verlängert. Nachdem der HSV zum zweiten Mal in Folge auf dem 4. Platz den Wiederaufstieg in die Bundesliga verpasst hatte, verlängerte Kühne den Vertrag nicht mehr. Eine weitere Umbenennung wurde jedoch nicht durchgeführt. Ende März 2022 erwarb Kühne erneut die Namensrechte. Der Vertrag lief bis zum 30. Juni 2023.
Kurz nach dem Tod von Uwe Seeler im Juli 2022 signalisierte Kühne seine Bereitschaft für eine Umbenennung in Uwe-Seeler-Stadion.
Zur Saison 2025/26 stieg der HSV wieder in die Bundesliga auf. Im Zuge dessen erwarb die Kühne Holding AG erneut die Namensrechte für drei Jahre und sicherte somit den traditionellen Namen.

## Galerie

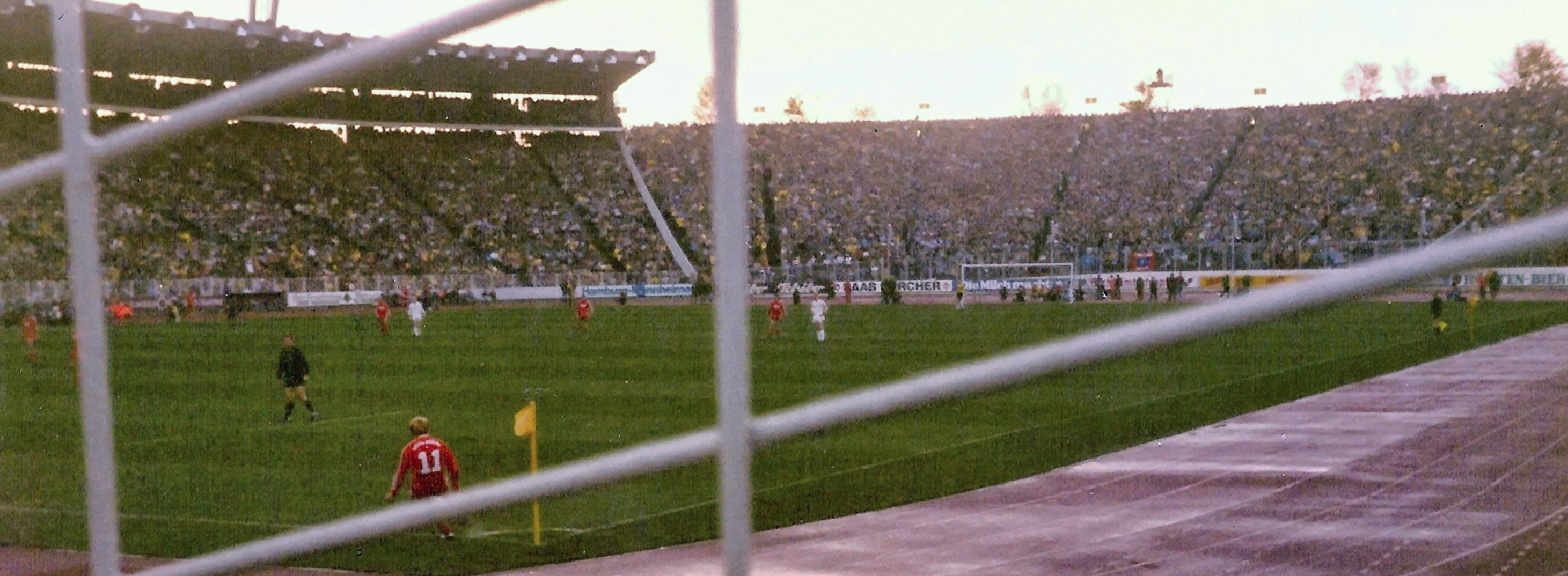
Das Volksparkstadion im Herbst 1981
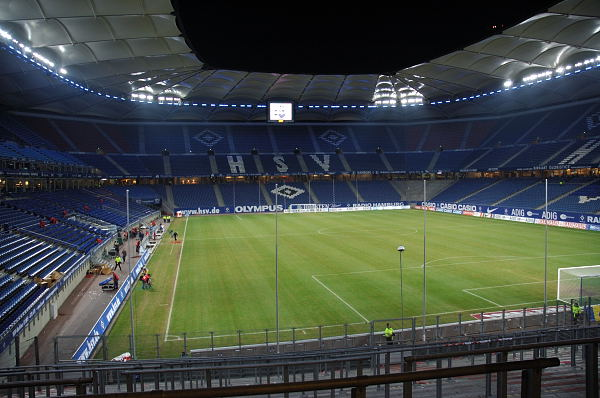
Innenraum, 2004
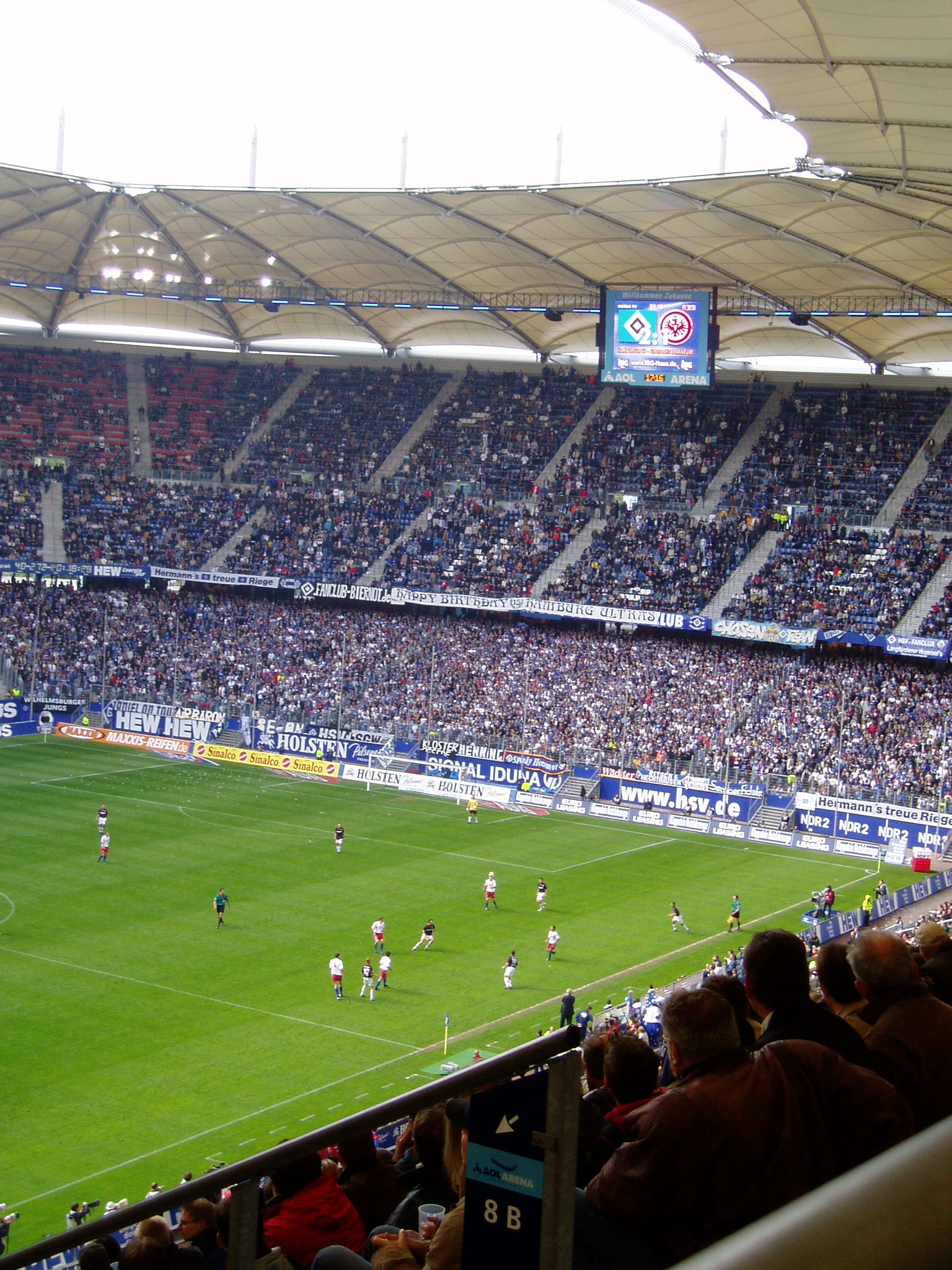
Bundesliga-Fußball: Hamburger SV gegen Eintracht Frankfurt, Mai 2004
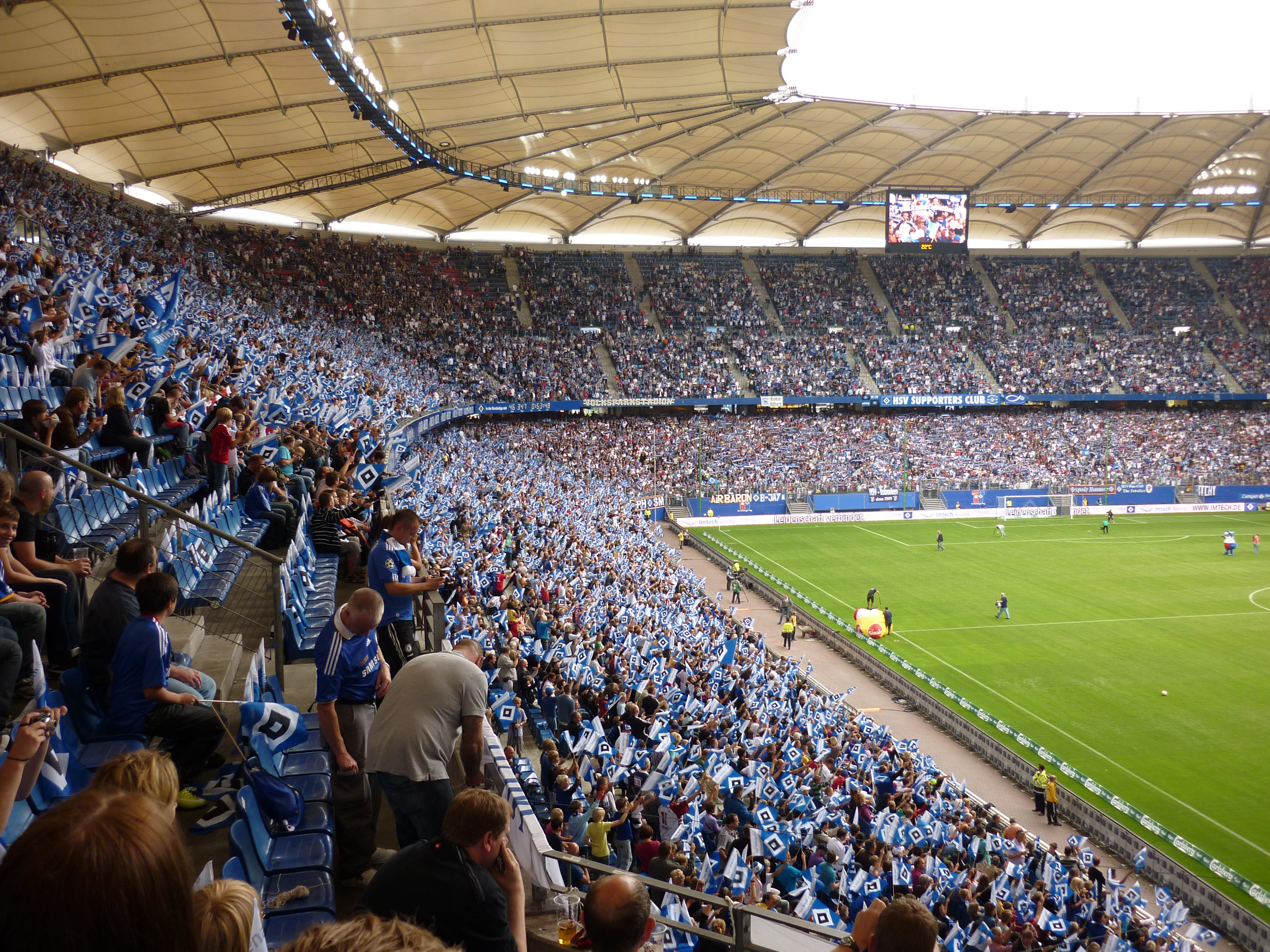
Innenansicht des Stadions: Hamburger SV gegen FC Chelsea, August 2010
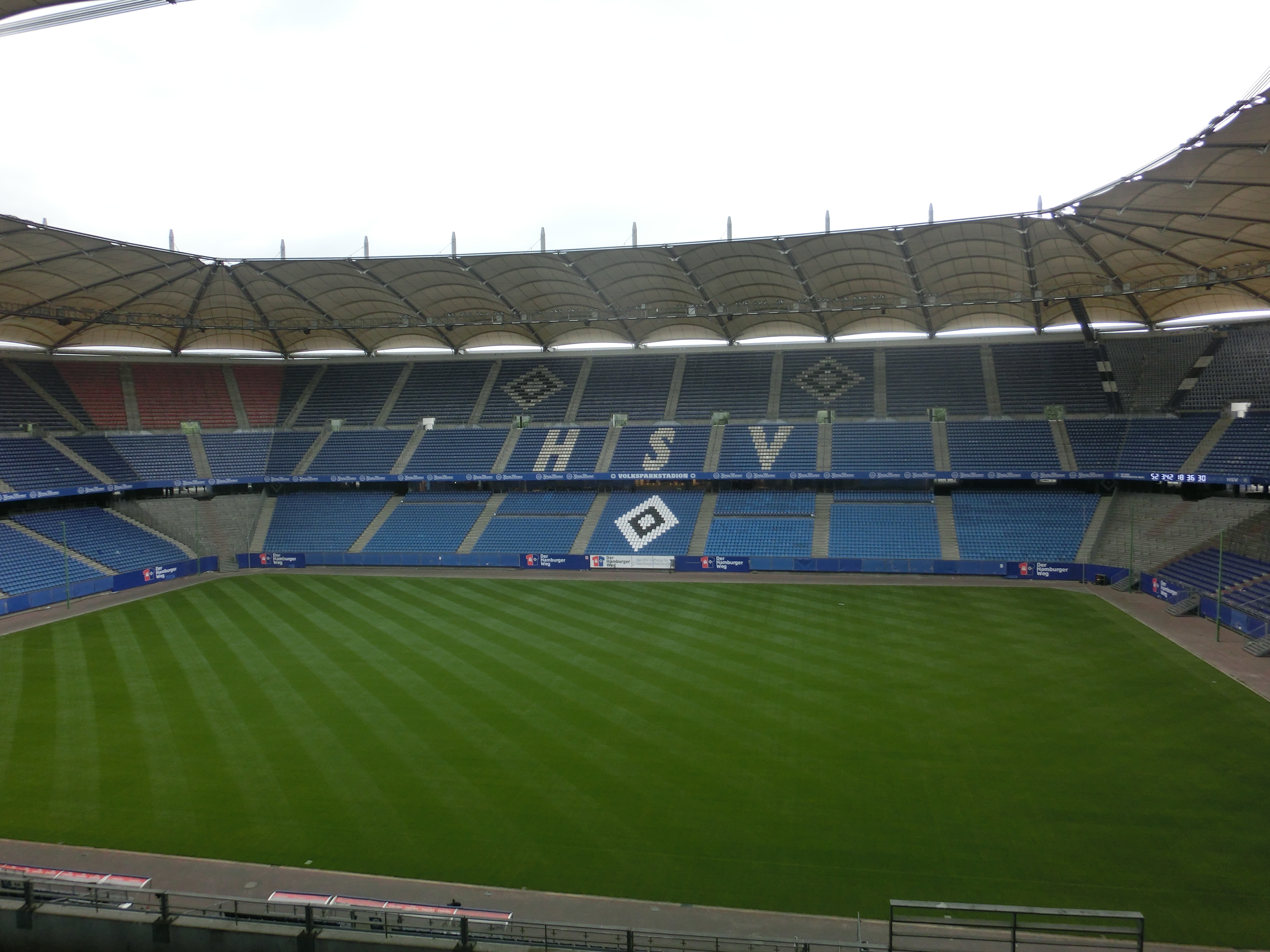
Das Volksparkstadion im August 2016